# ريترو غيم تشالينج
ريترو غيم تشالينج (بالإنجليزية: Retro Game Challenge)، هي لعبة فيديو يابانية مصغرة، تم تطويرها من قبل شركة إنديسزيرو، والتي نشرها شركة بانداي نامكو إنترتينمنت اليابانية سنة 2007، وشركة إكسيد غيمز الأمريكية سنة 2009، حيث تعمل حصراً لمنصة نينتندو دي إس الحصرية.